# 1967年世界乒乓球锦标赛
1967年世界乒乓球锦标赛是第二十九届世界乒乓球锦标赛，于1967年4月11日至21日在瑞典斯德哥尔摩举行。这是斯德哥尔摩第四次主办世界乒乓球锦标赛。

## 赛果

### 团体
| 项目                | 金牌                                                    | 银牌                                                                           | 铜牌                                                                                  |
| 男子团体 斯韦思林杯 | 日本 · 长谷川信彦 · 键本肇 · 河原智 · 木村兴治 · 河野满 | · Jung Ryang-Woong · Kang Neung-Hwa · Kim Chang-Ho · Kim Jung-Sam · Pak Sin Il | 瑞典 · 汉斯·阿尔塞尔 · 卡尔-约翰·伯恩哈特 · 克里斯特·约翰松 · 谢尔·约翰松 · 布·佩尔松 |
| 女子团体 考比伦杯   | 日本 · 深津尚子 · 广田佐枝子 · 森泽幸子 · 山中教子      | 苏联 · Laima Balaišytė · Svetlana Grinberg · Signe Paisjärv · 佐娅·鲁德诺娃    | 匈牙利 · Erzsebet Jurik · 基什哈齐·贝娅特丽克丝 · 科齐安·埃娃 · 卢考奇·沙罗尔陶       |

### 单项
| 项目     | 金牌                      | 银牌                                   | 铜牌                              |
| 男子单打 | 长谷川信彦                | 河野满                                 | Eberhard Schöler                  |
| 男子单打 | 长谷川信彦                | 河野满                                 | 木村兴治                          |
| 女子单打 | 森泽幸子                  | 深津尚子                               | 山中教子                          |
| 女子单打 | 森泽幸子                  | 深津尚子                               | 佐娅·鲁德诺娃                     |
| 男子双打 | 汉斯·阿尔塞尔 谢尔·约翰松 | Anatoly Amelin 斯坦尼斯拉夫·戈莫兹科夫 | 长谷川信彦 河野满                 |
| 男子双打 | 汉斯·阿尔塞尔 谢尔·约翰松 | Anatoly Amelin 斯坦尼斯拉夫·戈莫兹科夫 | Vladimir Miko Jaroslav Staněk     |
| 女子双打 | 广田佐枝子 森泽幸子       | 深津尚子 山中教子                      | Svetlana Grinberg 佐娅·鲁德诺娃   |
| 女子双打 | 广田佐枝子 森泽幸子       | 深津尚子 山中教子                      | Erzsebet Jurik 科齐安·埃娃        |
| 混合双打 | 长谷川信彦 山中教子       | 木村兴治 深津尚子                      | Dorin Giurgiuca 玛丽亚·亚历山德鲁 |
| 混合双打 | 长谷川信彦 山中教子       | 木村兴治 深津尚子                      | Anatoly Amelin 佐娅·鲁德诺娃      |